# Lost in Emotion
Lost in Emotion ist ein Lied von Lisa Lisa and Cult Jam aus dem Jahr 1987, das von Curt Bedeau, Gerry Charles, Hugh L. Clarke, Brian George, Lucien George und Paul George geschrieben wurde. Es erschien auf dem Album Spanish Fly und wurde von Full Force produziert.

## Geschichte
Produzenten des Songs waren Full Force. Full Force-Mitglied Lucien „Bowlegged Lou“ George Jr. beschreibt Lost in Emotion als eine Kombination der zwei Lieder Two Lovers und You Beat Me to the Punch von Mary Wells und wollte den Song auch entsprechend als eine Hommage an diese gestalten: George sagte in einem Interview: „We didn't steal the riffs: all we did was get the flavoring...We [used] a xylophone and some bells because back in the Motown days they always used those simple instruments.“ (deutsch: „Wir haben uns nicht an den Liedern bedient, sondern wollten den Geschmack hinbekommen... Wir nutzten hier einfache Instrumente wie Xylophon und einige Glocken wie in den alten Motown-Tagen.“).
Die Veröffentlichung des Freestyle-Songs war am 31. Juli 1987.

## Musikvideo
Die Handlung des Musikvideos spielt auf einem Rummelplatz. Ab Beginn des Clips essen Lisa Lisa und ihre Freundinnen Hot Dogs und probieren mit allen anderen Bandmitgliedern auch alle anderen Attraktionen auf wie Hau den Lukas und Gewichte heben. Im Rest des Videos tragen alle im Video den Song mit einer Choreografie vor.

## Kommerzieller Erfolg

### Chartplatzierungen
| ChartsChartplatzierungen       | Höchstplatzierung | Wochen |
| ------------------------------ | ----------------- | ------ |
| Vereinigte Staaten (Billboard) | 1 (20 Wo.)        | 20     |
| Vereinigtes Königreich (OCC)   | 58 (8 Wo.)        | 8      |

| ChartsJahrescharts (1987)      | Platzierung |
| ------------------------------ | ----------- |
| Vereinigte Staaten (Billboard) | 31          |

### Auszeichnungen für Musikverkäufe
| Land/Region               | Auszeichnungen für Musikverkäufe (Land/Region, Auszeichnung, Verkäufe) | Verkäufe |
| ------------------------- | ---------------------------------------------------------------------- | -------- |
| Vereinigte Staaten (RIAA) | Gold                                                                   | 500.000  |
| Insgesamt                 | 1× Gold ·                                                              | 500.000  |

## Coverversionen
- 1996: Exposé